# Михаил Виденов
Михаил Георгиев Виденов e български езиковед, доайен на българската социолингвистика, академик.

## Биография
Роден е на 10 април 1940 г. в Годеч. Завършва гимназия в родния си град (1958). Висше образование получава в Софийския държавен университет, специалност „Българска филология“ (1964). Преподавател е в Софийския университет от 1966 г. Доцент (1981) и професор (1989) в катедрата по български език към Факултета по славянски филологии на СУ „Св. Климент Охридски“.
Кандидат (днес: доктор) на филологическите науки с дисертация на тема „Годечкият говор“ (1969). Доктор на филологическите науки с дисертация на тема „Съвременната българска езикова ситуация“ (1988).
Бил е гост-преподавател в Пражкия Карлов университет (1972 – 1977) и в Московския университет „М. В. Ломоносов“ (1984 – 1987). Чел е лекции в много европейски университети. Доктор по философия на Карловия университет в Прага.
Основните му занимания са в областта на социолингвистиката, етнолингвистиката, диалектологията и паралингвистиката. В наши и чуждестранни издания е публикувал повече от 300 работи, посветени на съвременни процеси в българския език и в останалите славянски езици.
Проф. Михаил Виденов е председател на Международното социолингвистическо дружество (София).

## Признание
Doctor honoris causa на Великотърновския университет „Св. св. Кирил и Методий“ (обявен на 11 май 2004 г. за неговия принос в развитието на езикознанието и социолингвистиката; академично слово на тема: „По някои належащи задачи пред българските лингвисти (с особен оглед към езиковата култура)“.
Избран е за член-кореспондент (2004) и академик (2008) на БАН.

## Сътрудничество на Държавна сигурност
През юни 2014 г. Комисията за досиетата обявява, че от 1979 г. Михаил Виденов е агент на Държавна сигурност (управление VI-V-V, ЦИОУ-„Международни връзки“, управление VI-VII) с псевдоним Иванов.  Принадлежността към органите на ДС е установена въз основа на собственоръчно написани агентурни сведения, документи от ръководил го щатен служител, съдържащи се в работно дело IР-12753; рег. дневник; картони – обр. 4 – 2 бр. и обр. 6 – 2 бр.; предложение рег. № 462/ 7 февруари 1990 г. за унищожаване материалите на аг. „Иванов“; писмо вх. № 686/ 8 февруари 1990 г. за унищожаване с протокол № 228/ 7 февруари 1990 г. материалите на аг. „Иванов“.

### Авторски научни книги
- 1978 – „Годечкият говор“. София: Издателство на БАН, 1978, 214 с.
- 1982 – „Социолингвистика“. София: Наука и изкуство, 1982, 213 с. (наградена от Съюза на учените)
- 1986 – „Норма и реч“. София: Народна просвета, 1986.
- 1988 – „Социолингвистическо проучване на гр. В. Търново“. (в съавторство с Боян Байчев, наградена от БАН)
- 1990 – „Българска социолингвистика“. София: Университетско издателство „Св. Климент Охридски“, 1990, 200 с.
- 1990 – „Съвременната българска градска езикова ситуация“.
- 1991 – „Годечанинът“. София: Издателство на БАН, 1991, 214 с.[4]
- 1993 – „Софийският език. Книга за всеки столичанин“. София: Университетско издателство „Св. Климент Охридски“, 1993, 244 с.
- 1994 – „Практическа социолингвистика. Отговори на актуални езикови въпроси“. София: Просвета, 1994, 166 с. (ISBN 954-01-0350-9)
- 1995 – „Езиковата култура на българина“. София: Анубис, 1995, 192 с. (ISBN 954-426-085-4)
- 1997 – „Езикът и общественото мнение“. София: Академично издателство „Проф. Марин Дринов“, 1997 (ISBN 954-430-477-0) (наградена от Съюза на учените)
- 1998 – „Социолингвистическият маркер“. София: Делфи, 1998 (ISBN 954-8630-22-2)
- 1999 – „Великотърновският език: Социолингвистично проучване на великотърновската градска реч“. Велико Търново: Абагар, 1999, 391 с. (в съавторство с Боян Байчев) (ISBN 954-427-357-3)
- 2000 – „Увод в социолингвистиката“. София: Делфи, 2000 (ISBN 954-8630-26-5)
- 2003 – „Българската езикова политика“.[5]
- 2007 – „Идентификация по езика“. София: Фенея, 2007, 290 с. (ISBN 978-954-9499-05-6)
- 2010 – „Езикът на града“. София: Университетско издателство „Св. Климент Охридски“, 2010, 642 с. (ISBN 978-954-07-3056-1)

### Речници, разговорници
- 1983 – „Българско-чешки разговорник“. София: Наука и изкуство, 1983, 325 с.

### Романи
- 1994 – „Да пречукаш скапаняк: четиво за убиване на време и на други неща“. София: Делфи, 1994, 143 с. (под псевдонима Партений Писарски) (ISBN ISBN 954-8630-12-5)